# Gekielde loofslak
De gekielde loofslak (Hygromia cinctella) is een op het land levende longslak uit de familie Hygromiidae. De slak komt oorspronkelijk uit het gebied van het zuidwesten van Frankrijk tot aan Slovenië. Als adventief is hij in andere delen van Europa terechtgekomen. Inmiddels is de soort ook in Nederland en België overal algemeen.

## Kenmerken
Het slakkenhuisje is 6 tot 7 mm hoog en 10 tot 12 mm breed als deze volgroeid is. Het is zeer conisch en er zijn 5 tot 6 windingen met zeer ondiepe hechtingen, die regelmatig toenemen. De windingen zijn aan de omtrek gescherpt, de bovenkant is licht gebogen, evenals de onderkant. De laatste winding zakt scherp uit de windingas net voor de mond. De navel is erg smal en bijna gesloten door een spindelplooi. De mond staat schuin op de groei-as van de winding en is duidelijk elliptisch in dwarsdoorsnede. Het is aan de boven- en onderkant afgeplat. De mondrand is dun en breekbaar, niet verdikt en slechts licht gevouwen in het spilgebied. Verder heeft hij een opvallende "kiel", een scherpgehoekte rand langs de buitenkant van het huisje. 
De witgrijze tot hoornkleurige schelp is licht doorschijnend met een smalle witte band bij de kiel. Het oppervlak is fijn en regelmatig gestreept. Op Sicilië is er een groter aantal kleurvarianten, variërend van groenachtig en geelachtig tot roodachtig. Zelden worden meerdere banden gevormd aan de periferie. Het zachte lichaam van het dier is lichtgrijs, vaak met een gelige tint. De kop en tentakels zijn meestal iets donkerder grijs of bruinachtig van kleur. De dieren bewegen heel langzaam.

### Vergelijkbare soorten
Kenmerkend voor de soort is de witachtige kiel, die bij de andere loofslaksoorten niet voorkomt.

## Geografische spreiding en leefgebied
Het oorspronkelijke verspreidingsgebied was waarschijnlijk beperkt tot Italië en aangrenzende regio's zoals Slovenië, Kroatië, Zuid-Frankrijk en Zuid-Zwitserland. De soort is sindsdien geïntroduceerd in andere regio's. Het is nu te vinden in bijna heel Frankrijk, Zuid-Engeland, Wales, Ierland, Oostenrijk, Tsjechië, Hongarije, Bulgarije, Rusland en ook in (bijna heel) Duitsland (westelijke deelstaten, Mecklenburg-Vorpommern, Saksen), België en Nederland, meestal in door de mens beïnvloede leefgebieden. Inmiddels is de soort ook in Nieuw-Zeeland gedocumenteerd. In tegenstelling tot wat sommige auteurs beweren, komt de gekielde loofslak niet voor in Spanje.
De soort leeft vooral in open leefgebieden in de kruiden- en struiklaag, zoals rijen hagen en boomgaarden. Het komt vrij zelden voor in bossen, maar in Zwitserland werd het bijna uitsluitend aangetroffen op gecultiveerd land tot ongeveer 900 meter boven de zeespiegel. In Italië geeft hij de voorkeur aan wat koelere en vochtigere leefgebieden in valleien en aan rivieroevers. In Engeland werd hij vaker aangetroffen in gras, brandnetelbosjes en op schermbloemen langs de weg, ook onder of in stenen muren en in tuinen.

## Bron
- Van den Neucker T. & Scheers K. (2014). The recent colonisation and rapid spread in Belgium of the alien girdled snail Hygromia cinctella (Gastropoda: Hygromiidae). Journal of Conchology 41(6):779-780. PDF